# Hieracium asperulum
Hieracium asperulum là một loài thực vật có hoa trong họ Cúc. Loài này được Freyn mô tả khoa học đầu tiên năm 1881.